# سبائك الألومنيوم
سَبائك الألومنيوم هي مواد تتكون من الألومنيوم وبعض المواد الأخرى للحصول على خصائص جديدة تجمع بين مميزات المواد الداخلة في تكوين السبيكة.
ولما كان للألومنيوم خصائص مهمة جعلته معدنا ثمينا مثل خفة الوزن والمتانة وقابلية إعادة التصنيع ومقاومة الصدأ وسهولة التعامل وقابليته للتشكيل والتوصيل الكهربائي، فإنه نتيجة لهذه الخصائص المتنوعة فقد تعددت مجالات استخدام الألومنيوم وصار استخدامه ضروريا في حياتنا. فقد استخدم في صناعة الطيران وفي القطارات والسيارات السريعة كما يستخدم في الصناعات الحرارية والكهربية. هذا بالإضافة إلى استعمالنا إياه في عملية حفظ الطعام والدواء وتصنيع القطع الإلكترونية الخاصة بأجهزة الحاسب الآلي. والألومنيوم يشبه الحديد والنحاس والزنك والرصاص والتاتنيوم من الناحية المادية والكيميائية والميكانيكية، ودرجة انصهاره 660.37 درجة مئوية، بينما درجة غليانه 2467.0 درجة مئوية، وكثافته 2.702 جم/سم3.

## التطبيقات من خلال التصنيف بالسبيكة

### السلسلة1000
الومنيوم نقي:
الخصائص الأساسية لهذه السلسلة هي:
•	قابلة للتصليد الانفعالي.
•	قابلية للتشكيل استثنائية، مقاومة للصدأ، وموصلة للكهرباء.
•	المدى القياسي لأقصى إجهاد يتراوح من (70 إلى 185 MPa)أو (10 إلى 27 Ksi).
•	يتم وصلها بسهولة من خلال اللحام.
السلسلة 1xxx تمثل تجاريا الومنيوم CP نقى يتراوح من خط الأساس 1100 (99% كحد ادني الومنيوم)ويصل تقريبا إلي درجة نقاء اعلي 1050/1350 (99.5%كحد أدنى الومنيوم)و 1175 (99.75% كحد أدنى الومنيوم).
بالرغم من أن السلسلة 1xxx قابلة للتصليد الانفعالي إلا أنها لا تستخدم حيث تكون القوة أول ما نأخذه في الاعتبار.
الاستخدامات الأولية لسبائك السلسلة 1xxx سوف تكون في التطبيقات التي تتطلب مقاومة للتآكل عالية جدا وأيضا قابلية للتشكل كبيرة (مثل الصفائح المعدنية والعلب المستخدمة في التغليف، الأدوات الكيميائية، خزان وقود السيارة وأبدان الشاحنات، الشباك المجوفة، وأيضا في ألواح معدن التشغيل الدقيقة).
التطبيقات الكهربية واحدة من أهم استخداما سبائك السلسلة 1xxx , ومبدئيا السبيكة 1350 حيث يوجد ضوابط محكمة نسبيا علي الشوائب وهذا يؤدى إلى توصيلية كهربية اقل. وكنتيجة لذلك فان التوصيلية الكهربية ل 62% من النحاس المتصلب العالمي (IACS) قد ضمن لهذه المادة، والتي تتحد مع الألومنيوم الطبيعي خفيف الوزن وهذا يؤدي إلي وزن مرغوب فيه.هذا يتيح ميزة إضافية للنحاس في التطبيقات الكهربية.
ومن التطبيقات علي هذه السلسلة هي: اله لتوليد الكهرباء من الألومنيوم، علب من الألومنيوم النقي المستخدم في عمليات التعبئة والتغليف، علب مزينة للطعام والشراب، تليسكوب Bright Polished والمصنع أيضا من الألومنيوم عالي النقاء.

### السلسلة2xxx
سبائك الألومنيوم والنحاس
الخصائص الأساسية لهذه السلسلة هي:
•	قابلة للمعالجة الحرارية.
•	قوة عالية في درجة حرارة الغرفة وأيضا في درجات الحرارة العالية.
•	المدى القياسي لأقصى إجهاد يتراوح من (190 إلي 430 MPa) أو (27 إلي 62 Ksi).
•	عادة ما يتم وصلها بالطرق الميكانيكية ولكن يوجد بعض السبائك القابلة للحام في هذه السلسلة.
السلسة 2xxx هي من السبائك القابلة للمعالجة الحرارية، والسبائك المفردة تحتوى علي مجموعة من الخصائص الجيدة مثل القوة العالية (خاصة في درجات الحرارة العالية), والصلادة. وفي الحالات الخاصة تصبح قابلة للحام.
هي ليست مقاومة للتآكل الجوى بخلاف العديد من السلاسل الاخري ولذلك فهي عادة تستخدم كطلاء وذلك لزيادة الحماية.
الاستخدامات الولية للسلسلة:
السبائك الأقوى في السلسلة 2xxx تستخدم وبشكل كبير في صناعة الطائرات (2024), أبدان الشاحنات (2014) حيث تستخدم عموما في الجزاء المتصلة بالمسامير أو البراشيم
السبائك الخاصة في السلسلة (مثل 2219 ,2048)يتم وصلها بسهولة عن طريق اللحام بالقوس الغازي (G MAW) وأيضا باللحام بالتنجستين (GT-AW) وتستخدم هذه السبائك في التطبيقات الفضائية حيث أن طريقة الربط باستخدام اللحام هي الطريقة المفضل استخدامها في الفضاء.
السبيكة 2195 وهي سبيكة الليثيوم والألومنيوم الجديدة والتي تقدم معامل مرونة عالي جدا، قوة اعلي، وأيضا قابلية للحام اعلي مقارنة بالسبيكة (2219) المستخدمة في التطبيقات الفضائية.
وللتطبيقات التي تتطلب قوة عالية جدا بالإضافة إلي مقاومة للكسر عالية أيضا، يوجد العديد من السبائك القوية في هذه السلسلة مثل (2419,2344,2124) والتي لديها سيطرة كبيرة علي الشوائب و\للك يقلل من مقاومة الكسر الغير مستقر، ولذلك تستخدم بشكل خاص في صناعة الطائرات.
السبائك (2011-2017-2117) تستخدم بشكل كبير في عمليات التثبيت كمثبتات أو في آلات التثبيت بالبراغي
العديد من التطبيقات السلسلة 2xxx تتضمن:
صناعة الطائرات الجزاء الخارجية والداخلية، الكمرات المستخدمة في أدوات الرفع، خزانات الشاحنات، وأيضا مقطورات الشاحنات، خزانات الوقود والصواريخ المعززة للمكوك الفضائي، الأجزاء الداخلية لعربات القطار

### السلسلة3xxx
سبيكة الألومنيوم والمنجنيز
.الخصائص الأساسية للسلسلة هي:
• قابلية للتشكل كبيرة.
• مقاومة للتآكل عالية
• قوة متوسطة
• المدى القياسي لأقصى إجهاد يتراوح من (110 إلي 285 MPa) أو (16 إلي 41 Ksi)
• يتم الوصل بسهولة وذلك بكل المعايير التجارية
السلسلة 3xxx تعد سبائكها من السبائك القابلة للتصليد الانفعالي ولديه مقاومة ممتازة للتآكل وأيضا سهلة اللحام عن طريق اللحام العادي أو اللحام باستخدام النحاس أو القصدير
الاستخدامات الأولية لهذه السلسلة هي:
السبيكة 3003 تستخدم بشكل كبير في صناعة اوانى الطهي والأدوات الكيميائية، وذلك بسبب تفوقها في التعامل مع العديد من المأكولات والحفاظ عليها وأيضا مع المواد الكيميائية، تستخدم أيضا في أجهزة البناء، وذلك بسبب مقاومتها للتآكل العالية جدا.
السبيكة 3105 هي أساس عمليات التسقيف وأيضا الجوانب وذلك بسبب السهولة والمرونة في الربط فيما بينها، السبيكة 3003 وأيضا عدة سبائك أخرى من نفس السلسلة تستخدم بشكل كبير في صناعة الألواح والإشكال الأنبوبية والتي تستخدم كموصلات للحرارة في المركبات وأيضا في محطات الطاقة.
السبيكة 3004 وأيضا سبيكتها المعدلة 3104 هما الأساس في صناعة الأجزاء المسحوبة وأجزاء العلب المعدنية وذلك لعلب الجعة والمشروبات الغازية، وكنتيجة لذلك فإنهما يعدان من أكثر السبائك المفردة المستخدمة في هذه السلسلة بل وفي كل سبائك الألومنيوم عموما، حيث تستخدم في حدود 10 بليون كيلوجرام(305 مليون باوند) سنويا.
التطبيقات النموذجية لسبائك هذه السلسلة تتضمن: المبرد للمبادلات الحرارية الموجودة في السيارة، وأيضا في شبكة أنابيب المبادلات الحرارية في محطات الطاقة، بالإضافة إلي أجسام علب الطعام والشراب تكون أيضا من السبيكة 3004 أو 3104 مما يجعل هذا الخليط الأكثر استخداما في الصناعة.

### السلسلة4xxx
سبائك الألومنيوم والسليكون:
الخصائص الأساسية لهذه السلسلة هي:
• قابلة للمعالجة الحرارية.
• لديها خصائص سريان جيدة.
• قوة متوسطة.
• المدى القياسي لأقصي إجهاد لها يتراوح من 175 إلي 380 MPa (25 إلي 55 Ksi).
• سهلة الربط باللحام بالنحاس أو القصدير.
الاستخدامات الأولية لهذه السلسلة: يوجد هناك استخدامان أساسيان للسلسلة والاثنان بسبب خصائص السريان الممتازة لهذه السلسلة والمرتبطة نسبيا بمحتوى السبائك العالي للسيلكون، أولهما في المطروقات حيث تعد السبيكة 4032 العمود الفقري لهذا التطبيق حيث إنها متوسطة القوة وقابلة للمعالجة الحرارية، ولذلك تستخدم في صناعة المكابس المطروقة المستخدمة في صناعة الطائرات.
التطبيق الثاني لهذه السلسلة يكون في سبيكة الحشو باللحام وهنا تعد السبيكة 4043 العمود الفقري لهذا التطبيق، وتستخدم في لحام سبائك السلسلة 6xxx المستخدمة في تطبيقات الإنشاء والسيارات وذلك باللحام بالقوس الغازي أو لحام التنجستين GM AW,GT AW .
وكما ذكر، ونفس الخصائص فان السريان الجيد يكون نتيجة النسبة العالية للسيلكون في السبيكة ويؤدى إلي نفس أنواع التطبيقات.في حالة المطروقات فان السريان الجيد يضمن الملء الدقيق والكامل للقوالب المعقدة. وفي حالة اللحام فان هذه الخاصية تضمن الملء الكامل للفتحات في الأجزاء المراد لحامها.
ولنفس السبب يوجد بعض السبائك المختلفة في السلسلة والتي تستخدم في تغطية الألواح الملحومة بالنحاس وذلل يؤدى إلى إكمال الربط.

### السلسلة5xxx
سبائك الألومنيوم والمغنيسيوم:
الخصائص الاساسية لهذه السلسلة:
• قابلة للتصلد بالأجهاد.
• مقاومة عالية ضد التآكل، صلابة عالية، قابلية عالية للحام، متوسطة القوة.
• تستخدم في تطبيقات عديدة مثل البناء والإنشاءات، السيارات، والمبردات.
• اكثرها استخداماً 5052 و 5083 و 5754 .
• المدى القياسي لأقصي إجهاد لها يتراوح من (125 إلى 350 MPa)أو (18 إلى 51 Ksi).
سبائك الألومنيوم والمغنيسيوم من السلسلة 5xxx قابلة للتصلد بالأجهاد، ولديها قوة معتدلة الارتفاع، ومقاومة عالية ضد التآكل حتى في المياه المالحة، بالإضافة إلى صلابتها العالية جدا حتى في درجات الحرارة الفريبة من الصفر المطلق(-273 °C) ويتم لحامها بواسطة مجموعة متنوعة من التقنيات ويمكن ان يصل سمك اللحام إلى 20 سم (8 بوصة).
الاستخدام الأساسي لها:
ونتيجة لتلك الخصائص في سبائك 5xxx فهي تجد تطبيقات متوسعه في البناء والإنشاء، هياكل الكباري ومستودعات التخذين أيضا اوعية الضغط وصهاريج التبريد، وانظمة لدرجات الحرارة المنخفضة التي تصل احيانا إلى -270 °C أو تقترب من الصفر المطلق، وأيضا التطبيقات البحرية.سبائك 5052، 5086، و 5083 هي الأكثر استخداما من زجهة نظر انشائية .ان زيادة محتوى المغنيسيوم في السبيكة يتبعه زيادة في قوة السبيكة . خاصة السبائك التي في مجموعة 5182، وتستخدم السبائك 5754 لالواح جسم السيارة والإطار، اما السبائك 5252، 5457، و 5657 فهي تستخدم في التطبيقات ذات المظهر اللامع ومن ضمنها زخرفة السيارات .ويجب الحرص على تجنب استخدام سبائك 5xxx مع محتوى المغنيسيوم أكثر من 3٪ في التطبيقات حيث التعرض المستمر لدرجات حرارة تتجاوز C°100، قد تصبح هذه السبائك حساسة وعرضة للSCC. لهذا السبب، ينصح سبائك مثل 5454 و 5754 هي الموصى بها للتطبيقات التي قد تكون عرضه لدرجات الحرارة المرتفعه .

### السلسلة6xxx
سبائك الألومنيوم والمغنيسيوم مع السيليكون:
الخصائص الاساسية لهذه السلسلة:
• قابلة للمعالجة حرارياً .
• مقاومة عالية ضد التآكل، قابلية عالية للسحب، تتمتع بقوة معتدلة .
• المدى القياسي لأقصي إجهاد لها يتراوح من (125 إلى 400 MPa)أو (18 إلى 58 Ksi).
• يمكن لحامها بسهولة بواسطة طريقتي GMAW و GTAW .
الاستخدام الأساسي. سبيكة 6063 وربما كان الأكثر استخداما على نطاق واسع لما له منالقابلية للسحب، وليس فقط الخيار الأول لكثير من الهندسة المعمارية وأعضاء الهيكلية، ولكن كان من خيار للسيارات أودي
أعضاء الفضاء الإطار. ومن الأمثلة الجيدة على استخدامه الهيكلي جميع الألومنيوم هيكل الجسر في Foresmo، السبيكة 6061 أعلى قوة وسحب لوحة تجد استخدام واسع في ملحومة هيكلية أعضاء مثل إطارات الشاحنات والسفن، وعربات السكك الحديدية، وخطوط الأنابيب .من بين السبائك المتخصصة في سلسلة: 6066-T6، مع قوة عالية للمطروقات،6070 الأعلى قوة متاحة في سحب 6xxx ، و 6101 و 6201 للحافلات الكهربائية عالية القوة والأسلاك الموصلات الكهربائية، على التوالي .وبالإضافة إلى ذلك، تستخدم على نطاق واسع أعمدة الإنارة الألومنيوم في جميع أنحاءالعالم لمقاومتها للتآكل وانهيار نظم الحماية وتوفير السلامة لسائقي السيارات والركاب، أهم التطبيقات التي تمثل سلسلة سبيكة 6xxx في هياكل السيارات .

### السلسلة7xxx
سبائك الألومنيوم والخارصين:
الخصائص الاساسية لهذه السلسلة:
• قابلة للمعالجة حرارياً .
• قوة عالية جدا، خاصة الإصدارات عالية المتانة .
• المدى القياسي لأقصي إجهاد لها يتراوح من (210 إلى 610 MPa)أو (32 إلى 88 Ksi).
• يمكن لحامها ميكانيكياً .
الاستخدام الأساسي. على أوسع نطاق تطبيق سبائك 7xxx تاريخيا في صناعة الطائرات، حيث كسر المفاهيم الحرجة تصميم وفرت قوة دافعة لتطوير السبائك عالية المتانة. يوجد
سبائك عدة في هذه السلسلة التي يتم إنتاجها وخاصة بالنسبة للالمتانة العالية، ولا سيما 7150، 7175، و 7475، لهذه السبائك، مستويات الشوائب تسيطر عليها، وخاصة من الحديد والسيليكون، وتحقيق أقصى قدر من مزيج من القوة والمتانة الكسر.
المقاومة للتآكل الغلاف الجوي للسبائك 7xxx ليست مرتفعة كما أن من سبائك 5xxx و6xxx، وهكذا، في مثل هذه الخدمة، فإنها عادة ما تكون مغلفة أو، على ورقة وصفيحة، وتستخدم في إصدار alclad. أيضا، وقد وضعت الغضب خاصة لتحسين مقاومتها للتقشير ومجلس التنسيق الأعلى، وأنواع T76 T73 و، على التوالي. وينصح هؤلاء خصوصا في حالات الغضب حيث قد يكون هناك ارتفاع قصير
المستعرضة (من خلال السمك) يؤكد الحالي خلال التعرض لبيئات شديدة في الغلاف الجوي أو أكثر.
تطبيقات سبائك 7xxx تشمل الحرجة هياكل الجناحين من سحب الألومنيوم تشديد متكامل طويل طول أنبوب الحفر، وقسط جزء الطائرات مزورة من سبيكة 7175-T736) T74).

### السلسلة8xxx
سبائك الألومنيوم وعناصر أخرى (ليست مدرجه في السلاسل الأخرى):
الخصائص الاساسية لهذه السلسلة:
• قابلة للمعالجة حرارياً .
• توصيلية وقوة وصلادة عالية .
• المدى القياسي لأقصي إجهاد لها يتراوح من (120 إلى 610 MPa)أو (32 إلى 88 Ksi).
الاستخدام الأساسي. الحديد والنيكل يوفرا قوة مع خسارة ضئيلة في التوصيل الكهربائي وغير ذلك يتم استخدامها في سلسلة من السبائك التي يمثلها 8017 للموصلات. الليثيوم في سبيكة 8090 يوفر قوة استثنائية عالية ومعامل اللدونة، وبحيث يتم استخدام هذه السبائك لتطبيقات الفضاء في الأمر الذي يزيد في صلابة جنبا إلى جنب مع قوة عالية يقلل من الوزن عنصر. وثمة عنصر هليكوبتر مزورة من الألومنيوم والليثيوم سبيكة 8090-T852 .

### سبائك الألمونيوم والنحاس
تعد سبائك الالمونيوم والنحاس في حالات الصب والطواعية في التصنيع والمعالجة الحرارية لها معاملات أكثر من السبائك الأخرى في النمو لصناعة الالمونيوم وهذا التركيب من 4.89 إلى 10% نحاس وعموما مع الاضافات الأخرى تكون عائلات أخرى هامه للسبائك. والسبائك التجارية تعتمد على أول تركيزات ليستمر في الاستخدام يوميا.
كلا من سبائك الصب والمطاوعة للالمونيوم والنحاس تجيب على حلول المعالجة الحرارية وتتعامل تسلسليا مع تزايد الانفعال والصلابة وقلة في التمدد والتقوية أعلى شئ بها 6 و 4 % نحاس يعتمد على الشوائب الأخرى.
المترتب على زيادة انفعال النحاس اثناء تقليل التمدد للرمل ويكون الالمونيوم الموجود خصائص سبائك النحاس والامونيوم تظهر في حالات الحرارية

### سبائك الالومونيوم والنحاس مع المغنسيوم
ان النفع من إضافة المغنسيوم للسبيكة له تاثير طبيعى في التقوية ويليه حل بالمعالجة الحرارية والتبريد. وفي مواد المطاوعة من سبائك مؤكده من هذا النوع يتزايد الانفعال المرتبطة بالممطوليه العالبة المساوية لهذه الموجودة بدرجة التخميل. يحدث في درجات الحرارة ى العادية وفي مجال الدقة سرعة في زيادة النفعال خاصة في انفعال الخضوع يمكن ان يحدث لكن في حالات خاصة للممطوليه
في السباكه المغنسيوم يزود الانفعال لكن يقلل الممطوليه لسبائك النحاس والالمونيوم بسبب القلة حوالى 0.05% بتاثير المغنسيوم في تغيير الخصائص وتأثير المغنسيوم في مقاومة الصدأ لسبيكة الالمونيوم والنحاس يعتمد نوع المنتج والمعالجة الحرارية.

### سبائك الألمونيوم والنحاس والمغنسيوم بالاضافه لعناصر اخري
سبيكة النحاس والألمونيوم والمغنسيوم تحتوى على حديد يتميز بنمو قليل وخصائص محسنه في التحمل. وعلى الرغم من النفعال والصلابة العالية في درجات الحرارة العالية ومع ذلك في سبيكة Al-4Cu-0.5Mg يكون تركيز الحديد قليل 0.5% وخصائص الشد تقل في حالات المعالجة الحرارية . ولو السيليكون أقل من المطلوب لكي يتحد مع الحديد ك αFeSi وفي هذه الحالة الحديد الخارج ليتحد مع النحاس ليكون CuFeAl وهذا إلى جانب تقليل كمية النحاس المطلوب لتأثير المعالجة الحرارية وعندما يكون السيليكون المكافئ يتقدم ليتحد مع الحديد.؟ الخصائص تكون غير مؤثرة سلبيا
إضافة الفضة تزيد الانفعال في المعالجة الحرارية وتقوى سبيكة الالمونيوم والنحاس والمغنسيوم
والنيكل يحسن الانفعال والصلابة لل سبائك المطاوعة والمصببوبه للالمونيوم والنحاس والمغنسيوم في درجات الحرارة العالية
السبائك تحتوي علي مكونات المنجنيز التي تعد من أهم انظمة التجارة للسبائك عالية القوة مثل سبائك الألومنيوم والنحاس والماغنسيوم وتاثير الإحلال يتم بالمنجنيز علي خصائص الشد لسبائك الألومنيوم والنحاس والتي تحتوي علي 5. % ماغنسيوم وانه من الواضح انه لا يوجد مكون واحد يقدم كلا من القوة القصوي أو الممطولية . في العام انفعال الشد يزداد بالفصل وهذه الزيادة تكون من خلال الماغنسيوم والمنجنيز وانفعال الخضوع أيضا يزداد ولكن بطريقو محدودة واللشد يزداد خاصة في انفعال الخضوع والذي يحدث عند التشغيل علي البارد وبعد عمليه المعالجة الحرارية .إضافة المنجنيز والماغنسيوم من مميزات التصنيع .
سبائك الألومنيوم والنحاس وأيضا المنجنيز نسبب فقد في الممطولية لذا تركيز هذه العناصر لا يزيد عن 1%في السبائك التجارية . إضافة الكوبلت والكروم والموليبدنيوم لسبائك الألومنيوم والنحاس والماغنسيوم تزيد من خصائص الشد في عمليه المعالجة الحرارية ولكن أيا منهم لا يعرض أي مميزات علي المنجنيز .
الألومنيوم والنحاس ومعهم العناصر الاخري في مكونات عائلة السبائك المطاوعة تحتوي علي كميات صغيرة لمعادن معروفه متنوعة لكي ترفع درجة حرارة إعادة البناء البلوري للالومنيوم وسبائكه . خاصة المنجنيز والتيتانيوم والفانديوم . السبائك من هذا النوع تكون خصائص جيده عند درجات الحرارة العالية وتكون جاهزه للتصنيع وتمتلك مميزات سباكة ولحام جيدة .
هناك ثبات عند التسخين ل600 درجه فهرنهيت وذلك ينعكس علي الختزال القليل في الانفعال مع مرور الوقت عند هذه الدرجة . يجب ملاحظة انه لهذا النظام يملك خصائص جيده في درجات الحرارة العالية .

### سبائك الألومنيوم والماغنسيوم
سبائك الألومنيوم والماغنسيوم باستخدام أو بدون استخدام الاضافات الاخري في مكونات السبائك المطاوعة أو سبائك الصب أصبحت مفيده تجاريا وفائدتها تكمن في مقاومتها للصدأ وقوتها العالية بدون المعالجة الحرارية وتملك خصائص لحام جيدة . أهم السبائك المطاوعة التجارية تكون من 1 الي 7% ماغنسيوم وسبائك الصب من 4 الي 10% ماغنسيوم .
السبائك المطاوعة وسبائك الصب تحت ال 7% ماغنسيوم لا تعالج حراريا ولكن السباكة عند 10%ماغنسيوم تستخدم فقط في حاله المعالجة الحرارية .
خصائص الشد القصوي للمعالجة الحرارية تتم باستخدام اختبار السباكة الرملية والتي تحدث عند 11 % ماغنسيوم وتقريبا تصل الي 60000 PSI و30000 انفعال خضوع و 10% استطالة ولكن في حالة درجات حرارة الغرفة الغير مرغوب فيها تؤثر علي الخصائص الميكانيكية والمقاومة ضد الصدأ والشروخ عند هذا التركيز العالي للماغنسيوم.
انه من المفضل ان نحدد الماغنسيوم من 9.7 الي 10 % في حالة سبائك تركيز الماغنسيوم عندما يزداد الي 10% وأكثر ولكن الاستطالة تزداد الي 27% عند تركيز الماغنسيوم من 2 الي 3 %.
السبائك تحتوي علي مكونات المنجنيز التي تعد من أهم انظمة التجارة للسبائك عالية القوة مثل سبائك الألومنيوم والنحاس والماغنسيوم وتاثير الإحلال يتم بالمنجنيز علي خصائص الشد لسبائك الألومنيوم والنحاس والتي تحتوي علي 5. % ماغنسيوم وانه من الواضح انه لا يوجد مكون واحد يقدم كلا من القوة القصوي أو الممطولية . في العام انفعال الشد يزداد بالفصل وهذه الزيادة تكون من خلال الماغنسيوم والمنجنيز وانفعال الخضوع أيضا يزداد ولكن بطريقو محدودة واللشد يزداد خاصة في انفعال الخضوع والذي يحدث عند التشغيل علي البارد وبعد عمليه المعالجة الحرارية .إضافة المنجنيز والماغنسيوم من مميزات التصنيع .
سبائك الألومنيوم والنحاس وأيضا المنجنيز نسبب فقد في الممطولية لذا تركيز هذه العناصر لا يزيد عن 1%في السبائك التجارية . إضافة الكوبلت والكروم والموليبدنيوم لسبائك الألومنيوم والنحاس والماغنسيوم تزيد من خصائص الشد في عمليه المعالجة الحرارية ولكن أيا منهم لا يعرض أي مميزات علي المنجنيز .
الألومنيوم والنحاس ومعهم العناصر الاخري في مكونات عائلة السبائك المطاوعة تحتوي علي كميات صغيرة لمعادن معروفه متنوعة لكي ترفع درجة حرارة إعادة البناء البلوري للالومنيوم وسبائكه . خاصة المنجنيز والتيتانيوم والفانديوم . السبائك من هذا النوع تكون خصائص جيده عند درجات الحرارة العالية وتكون جاهزه للتصنيعوتمتلك مميزات سباكة ولحام جيده .
هناك ثبات عند التسخين ل600 درجه فهرنهيت وذلك ينعكس علي الختزال القليل في الانفعال مع مرور الوقت عند هذه الدرجة . يجب ملاحظة انه لهذا النظام يملك خصائص جيده في درجات الحرارة العالية .

### سبائك الألومنيوم -سليكون -نحاس
يشكل هذا النظام عائلة من السبائكوالتى يمكن سباكتها في الرمل، والقوالب الدائمة، أو الاسطمبات.ويمكن معالجتها حراريا أو استخدامها كمسبوكات، وخواصها التسابكية مثل التحكم في الضغط ومقاومتها للتاكل ترفع من قيملا سبائك الألومنيوم والنحاس مع ان متانتها وقابليتها للتشغيل تحسن من خواص النحاس والسليكون .واصافات قليلة من النحاس تقلل الممطولية ولكنها تزيد قوة هذة السبائك .

### سبائك الألومنيوم -سليكون -منجنيز
بزيد الماغنسى وم من قابلية سبائك الألومنيوم -سليكون للمعالجة الحرارية بواطلا تشكيل عنصر سليكات الماغنسيوم والذي يسمح بحدوث تأثيرات معالجة حرارية جوهرية، كما ان اضافات من الماغنسيوم إلى رمال سباكة سبائك الألومنيوم مع حوالى 5-10%سليكون تزيد من قوة وصلابة السبيكة وتقلل الاستطالة .تتميز هذة السبائك بقابليتها الممتازة للتسابك واستجابتها الجيدة للمعالجة الحرارية ومقاومتها العالية للصدأ.

### سبائك الألومنيوم-سليكون -ماغنسيوم نحاس
هذا النظام المتعدد المكونات ينتج سبائك عند معالجتها حراريا تعطى اتحادا متميزا لخاصيتي التسابك والقوة .السليكون يعطى خصائص تسابك جيدة، بينما النحاس والماغنسيوم يحسنا قابلية التشغيل والقوة عند المعالجة الحرارية.

### سبائك الألومنيوم سليكون+عناصر اخرى
اضافات تصل إلى 1% يمكن اهمال تاثيرها في مثاومة الصدأ، كما تقلل الاستطالة وتقلل القوة (جزئيا في المغالجة الحرارية)وتقلل انكماش السطح.وقابلية لحام الاسطمبات في التركيزات العالية لسبائك الاسطمبات
واضافات الزنك التي تصل إلى 1%في سبائك الألومنيوم -سليكون ليس لها تاثير على مقاومة الصدا وهي تزيد القوة والمتانة كما تقلل الاستطالة .وتمتلك اضافات من النيكل والكروم والقصدير بنسب تصل إلى 5.% تأثيرا صغيرا أو معدوما على سبائك الألومنيوم -سليكون.

### سبائك الألومنيوم -القصدير
يعتبر القصدير مكونا موثرا عند اضافتة للالومنيوم بتركيزات من3.-5.% في سبائك الخام لتركيز يصل إلى 25% في سبائك السباكة.وتكون النتيجة زيادة في قوة السبيكة ومقاومة الاختناق وتحسين خواص مقاومة الصدأ .والتركيزات الأعلى للقصدير بالتتابع تتلف أو تضر خصائص التصنيع لسبائك الألومنيوم -نحاس واذا وجدت كميات صغيرة من الماغنسيوم تقل خضائص التصنيع.ربما بسبب تكوين طورا يستبعد كلاهما من تاثيرهما الفردى المتوقع على خاصية التصنيع لسبائك الألومنيوم والنحاس.
يحسن القصدير خصائص التشغيل للالومنيوم وسبائكة، وهو إلى حد ما مرغوبا بة كاضافات لهذا الغرض لسبائك الألومنيوم -نحاس، والألومنيوم -نحاس سليكون، والألومنيوم -زنك، وسبائك السباكة بتركيز اقل من 1% خارصين..

### سبائك الألومنيوم زنك
عرفت سبائك الألومنيوم -زنك لاعوام عديدة ولكن الشروخ الساخنة الناتجة من سبائك السباكة وقابلية التاثير على شروخ الناتجة من تاكل الإجهادات للسبائك الخام .ونجحت الجهود المبذولة من اجل التغلب غلى القصور السابق ذكرهاوتستخدم هذة السبائك في صة رها السبائكية والخام تجاريا لمدى واسع.

### الألومنيوم-الزنك-الماغنسيوم-النحاس
باضافة النحاس لمجموعة الألومنيوم-زنك- ماغنسيوم معا بكمية صغيرة ولكن وجود كمية من الكروم والمنجنيز ينتج سبائك الومنيوم اساسها ان تكون عاليه الإجهاد متاحة اقتصاديا.خصائص هذه المجموعة من التركيبات بعد واحده من تاثيرات الزنك في سبيكة الألومنيوم تحتوى على 1.5% نحاس و3% ماغنسيوم .0.064 انش سمك اللوح منها. سبيكة التي تحتوى على 1% ماغنسيوم تتعالج حراريا عند 920 فهرنهيت اما 3%تتعالج حراريا عند 860 فهرنهيت، جميع العينات تغمر في ماء بارد حوالى 12 ساعة عند 275 فهرنهيت.
وتظهر ردود افعالهم ف حيث بعض الحلول وعلاج مشاكلها حيث تبين اجهادات الشد لمختلف تركيبات
السبيكة في مختلف مراحلها لتنميتها عند اى واحدة من مختلف سبايك التي اساسها الألومنيوم- زنك.

## اضافات الألومنيوم الأخرى

### الألومنيوم- بورون
يجمع البورون مع الألومنيوم ليشكل مركب الألومنيوم بورون .البورون أو واحد من مركباته يستخدم بكميات مناسبة مع الألومنيوم في تطبيقات الطاقة الذرية بسبب النسبة العالية من عنصر التقاط النيترون. الكميات الصغيرة من البورون 0.005 إلى 0.01 تحسن حجم خلايا الألومنيوم وسباكه. يكون هذا التاثير مكثف وممتد عند التركيزات الصغيرة من التيتانيوم مثل 0.01% . العنصران يجمعان ليشكلا مركب التيتانيوم بورون.
البورون يستخدم في التوصيل الكهربى للمعدن لزيادة التوصيلية الكهربية بتشكيل تركيبات غير قابله للذوبان مع التيتانيوم. الفانديوم والزركونيوم يزلو بهذه الطريقة بكميات صغيرة حيث يكونا في تركيب الألومنيوم.

### الألومنيوم- بريليوم
عند إضافة البريليوم للالومنيوم في طوره يحتوى على 7% الومنيوم. وبالرغم من عدم وجود استخدام تجارى لسبيكة هذا الثنائى تكون تركيزات البريليوم أكثر من 20 إلى 25% لتحسين بعض الصفات المرغوب فيها للالومنيوم، تشمل الإجهاد لتحمل درجات الحرارة العالية، والكتافه المنخفضة ويكون معامل المرونة لديه عالى وانخفاض معامل التمدد وانخفاض الالتقاط النيترونى .التركيزت الصغيرة من البريليوم مثل 0.0005 إلى 0.005% تحمى سبايك الألومنيوم المذابة من التاكسد خصوصا التي تحتوى على الماغنسيوم. وللعلم فان 0.1 إلى 0.3% تكون في سبيكة الومنيوم- ماغنسيوم- سيليكون و0.02% في سبيكة الألومنيوم- ماغنسيوم تنتج خواص محسنة تجمع بين الصلابة والليونة . البريليوم لا يستخدم في معدن اللحام لسميته.

### الألومنيوم- بزموت، الألومنيوم- كادميوم، الألومنيوم- رصاص، الألومنيوم- الثاليوم
وتتميز باللدونة ومعادن لها نقطه ذوبان منخفضة تحسن خواص التشغيل للالومنيوم وسباكه وتأثر في سبايك الألومنيوم-نحاس عند تركيزات 0.1% واعلى .هو وبعض السبايك الأخرى لالومنيوم التي تحتوى على 1% تقريبا من كل هذه العناصر تكون سهلة القطع .اخر أعماله تشير إلى ان البزموت وحده وفي تجميع مع الرصاص في تركيزات حوالى 2% تحسن الصلابة والاستطالة والتشغيل لسبايك الألومنيوم-سيليكون-ماغنسيوم.
الكادميوم يضاف 0.2% واكثرلسبايك الالمنيوم -نحاس خصوصا تاثير الخواص الاصطناعيه لمرور زمن علي استخدامه، ينتج في زيادة الصلابة ومقاومة للتاكل العادى ومقاومة الإجهاد الناتج عن صدع التاكل .
الكادميوم يحسن خواص التي تجعل سبايك الومنيوم جيدة لكل الاحتمالات والمواقف. وبجمعه مع السيليكون فانه يشكل سبيكة تجارية تستخدم لهذا الغرض .
الثاليوم يزود كاحد الامثلة لتأثيرات تلك المعادن منخفضة نقط الإذابة على خواص الشد للالومنيوم
تأثير الثاليوم على خواص الشد للالومنيوم المطاوع 99.97، 0.064 انش. العينات في عملية التطويع (650 فهرنهيت) وعملية التبريد (18H) في انفعاله. .تأثير النيكل على خواص الشد في الومنيوم المطوع 99.95,0.064 انش . العينات تعالج حراريا عند 970 فهرنهيت وعملية تبريد بالماء عن طريق الغمر فيه. الخواص تكون نفسها سواء التي تتراوح عند درجة حرارة الغرفة أو لـ 18 ساعة عند 320 فهرنهيت .

### الألومنيوم- كروم
الكروم يشكل مركب الومنيوم كروم الذي لديه درجة اذابة منخفضة جدا عند الحالة الصلبة وغالبا يظهر خشن في قالب الألومنيوم، ولكن تكون قيمته باضافه عد من سبايك التجارية . تشكيل اساسه الخشن يكون متفاقم بوجود عناصر مضافة للكروم، مثل الحديد والمنجنيز والتيتانيوم .نتحكم في حالات تجميده سوف يقضى على تشكيل تلك المركبات الخشنة .الألومنيوم-كروم الثنائى فقط تركيبه يستخدم كى يحتوى على 0.3% كروم ويعطى اللون الذهبى عند اكسيده. الكروم في تركيزاته يكون 0.15 إلى 0.25% في سبايك الومنيوم-زنك-ماغنسيوم-نحاس التي تحسن المقاومة للتاكل وتقلل الإجهاد الناتج عن صدع التاكل . وبالرغم من ظهور هذا العنصر يجعل بعض من سبايك المتسلسلة 6xxx ,7xxx تغمر القطاعات السميكة الحساسة بسرعة حيث يحسن الصلابة المنخفضة عنها للقطاعات الرفيعة . والقطاعات الرفيعة تغمر بمعدلات ابطئ سوف أيضا يسفر عن تقليل في الصلابة .

### الومنيوم-حديد
يشكل الحديد كأساس حديد الألومنيوم والذي يكون غير قابل للذوبان في الألومنيوم الصلب ويظهر كطور خشن كثيرا تحت المجهر. الحديد يشكل نفس الحالة مع عدد اخر من المعادن التي تكون موجودة وتشمل النحاس والنيكل والمنجنيز والسيليكون . وهذه الأطوار الخشنة تقلل اللدونة وتنتج صدع في السبايك المطوعة اثناء التصنيع. الحديد يقلل الصلابة سبايك المعالجة حراريا عند درجة حراره الغرفة بواسطة تشكيل اطوار غير قابلة للذوبان مع العناصر التي تكون موجودة لتاثيرات المعالجة الحرارية .
الحديد ربما يكون موجود بكميات كبيرة في سبايك الألومنيوم حيث يساهم بشكل ممتاز في مقاومة التاكل بالماء عند درجات الحرارة والضغط العالية .

### الومنيوم-ليثيوم
يزيد اليثيوم معدل التاكسد للالومنيوم المذاب. وهذا الثنائى لا يوجد لديه استخدام تجارى . ولكن باضافته للالومنيوم-نحاس اليثيوم يحسن الصلابة في درجات الحرارة العالية ويقلل الكثافة ويزيد معامل المرونة ويزيد القدرة الاستعابية للنيترونات. واذا الكادميوم كان موجود أيضا اليثيوم يضفى صلابة عالية لسبيكة الألومنيوم نحاس المعالجة حراريا عند درجة حرارة الغرفة والعالية .

### الومنيوم-نيكل
النيكل يزيد الصلابة بامتداد صغير بينما يقلل اللدونة. السبايك التي يكون النيكل اساسى فيها لديها بعض التطبيقات في الماضى حيث مقاومة التليين عند درجات الحرارة العالية المطلوبة. خواص التشغيل والسباكة للسبيك تكون ضعيفة. باضافه 2% نيكل لـ 99.95 الومنيوم يزيد الصلابة كما في
النيكل يضاف لسبايك الومنيوم أخرى خصوصا سبايك الومنيوم-نحاس والومنيوم-سيليكون لتحسين الصلابة عند درجات الحراة العالية ويقلل معامل التمدد. هو يشكل اطوار غير قابلة للذوبان مع المعادن الموجودة تشمل النحاس والحديد والتي تقلل اللدونة والصلابة لسبايك المعالجة حراريا . هو يضفى منتجات للالومنيوم تحسن مقاومة التاكل في الماء عند درجات الحرارة والضغط العالى .وربما يساهم في الخواص عند التركيزات الأعلى منها في السبايك التي تصنع بالذوبان التقليدى واجراءات الصب في السباكة.

### الومنيوم- تيتانيوم
الاستخدام البارز للتيتانيوم في سبيك الألومنيوم هو تحسين حجم ذراته. يكون تأثير التيتانيوم وحده تقليل بمرور الوقت صموده في حالة الذوبان وعند إعادة الإذابة. التيتانيوم يستخدم في تحسين معدن سلك اللحام وتركيبه ويقلل صدع اللحام .

### الومنيوم-زركونيوم
في كمياته الصغيرة واعلى من 0.25% يحدث تاثيرا على حجم ذرات الألومنيوم وسبائكه. تاثير الأكثر من 1% زركونيوم على خواص الشد لتطويع الومنيوم 99.8. الزركونيوم وحده أو مع التيتانيوم في تقليل حجم الذذرات بمعدن سلك اللحام وتقلل الصدع باللحام أيضا . في سبيكة الومنيوم-نحاس عند وجود الفانديوم والمنجنيز الزركونيوم يزيد خواص التعمير عند درجات الحرارة العالية مثل 600 فهرنهيت .
من أهم ميزات منتجات الألمنيوم الخاص بالمنازل أن تحفظ البرودة داخلها في الصيف والدفء في الشتاء كما انه جاف على مدار العام. كما يمكن استخدام الألمنيوم في عمليه العزل الحراري والمائي للجدران حيث انه يدخل في صناعة المواد المانعة والعازلة. إن الطبقة العازلة من الألمنيوم أفضل بأربع مرات من الخشب غير المعزول، أو الطابوق (سمك أربع انشات) أو الصخور (سمك عشره انشات)
يقوم الألمنيوم بشكل طبيعي بإنتاج غطاء اكسيدي ذو مقاومة عالية للصدأ. كما توجد أنواع متعددة من طرق معالجة الألمنيوم مثل الصبغ و...و... والتي تؤدي إلى تقويه قدرته على مقاومة الصدأ وهذا الأمر مهم في المجالات التي تحتاج إلى حماية ومحافظة.
إن الألمنيوم ذو خصائص مهمة تجعله شريك طبيعي لقطاع البناء. ويعود الفضل في هذا الأمر إلى متانته وسهولة التعامل معه ومقاومته للصدأ وسهولة إعادة تصنيعه. هده الخصائص جعلته شريكا في قطاع البناء على مدى الخمسين عاما الماضية وهده الشراكة لا تزال مستمرة وفي نمو.
تتعدد استخدامات الألمنيوم بتشكيلاته المتنوعة في إطارات النوافذ وأساسات المباني. حيث يدخل في أساسات المباني سواء المحلات الصغيرة أو مجمعات التسوق والملاعب الرياضية. كما يمكن استخدامه في سقوف المنازل والعوازل. يمكن استعمال الألمنيوم في تصنيع مقابض الأبواب والسلالم وأجهزة التكييف والتدفئة. حديثا لعب الألمنيوم دورا هاما في ترميم المباني التاريخية. إن خصائص الألمنيوم كمعدن أدت إلى ثورة وتغيير في طريقه بناء المنازل والمشاريع.
إن صناعة الألمنيوم تقود قطاع المقاولات نحو المستقبل.
== سبائك الألومنيوم ==
يوجد على الأقل نهجان حتى نستطيع استعراض أهم التطبيقات لسبائك الألومنيوم وذلك من خلال التصنيف بالسبيكة وبعد ذلك من خلال التطبيقات .
الألومنيوم وسبائك الألومنيوم تتسم نسبياً بالكثافة المنخفضة (2. 7 جم/سم^3 مقارنة بالحديد 7.9 جم/سم^3) ودرجة التوصيل العالية للكهرباء والحرارة ومقاومة التآكل في بعض البيئات. يسهل تشكيل الكثير من هذه السبائك بسبب مرونتها ويحدث هذا بورق الألومنيوم الرفيع ودرفلة الألمنيوم النقي المكون من بنية ذات ركائز سطحية مكعبة (fcc structure) تكون مرونته عند درجات الحرارة المنخفضة. يتميز اللألومنيوم بدرجة انصهاره المنخفضة (660 درجة سيليزي (1220 درجة فهرنهايت).
ان من الممكن تحسين خواص الألومنيوم الميكانيكية بواسطة التشغيل البارد أو خلطه مع عناصر أخرى لتقليل عملية التآكل. ومن أهم العناصر التي تدخل مع الألومنيوم في سبائك هي النحاس والماغنسيوم والسيليكون والزنك. السبائك الغير المتأثرة لدرجة الحرارة تتكون من طور واحد، لزيادة صلابة الألومنيوم تتم بواسطة الإحلال المقوى للمعدن الخام. المعادن الأخرى يتقدمون في المعالجة الحرارية (قادرون على تسريع التصلب) كنتيجة للسبيكة. العديد من هذه السبائك يتصلبوا سريعاً بسبب سرعة العنصرين الآخرين غير الألومنيوم لتكوين سبيكة مركبة (MgZn2). عاماً سبائك الألومنيوم يتم تصنيفهم اما صلب أو مطاوع.
ان تركيب كلا من النوعين يتم تصميمهم على حسب اربع خانات للأرقام التي تشير إلى كمية الشوائب، وفي بعض الحالات، مستوى النقاء. للسبائك المصبوبة، العلامة العشرية تقع بين آخر خانتين. بعد وصلة هذة الخانات والتصنيف الرئيسي لهم-الحرف والخانات من واحد إلى ثلاثة التي تشير إلى المعالجة الحرارية والخواص الميكانيكية وهذا ما يتم عليه اختيار السبيكة. لنعطي مثلاً (F,H andO)dufv) يعبرون بالترتيب عن كيف صنعت والتصلد الانفعالي والتصلب. T3 تعني بأن السبيكة تم معالجتها حرارياً وتشغيلها على البارد. تركيب وخصائص وتطبيقات أنواع السبائك المطاوعة والمصبوبة موجودة في هذا الجدول.
| تصنيف سبيكة الالومنيوم | UNSرقم | نسبة تركيب                                       | حالة المعالجة الحرارية         | مقاومة الشد (MPa) | اجهاد الخضوع (MPa) | نسبة الاستطالة في50mm | التطبيقات                                          |
| ---------------------- | ------ | ------------------------------------------------ | ------------------------------ | ----------------- | ------------------ | --------------------- | -------------------------------------------------- |
| 1100                   | A91100 | نحاس Cu 0.12                                     | لدنة                           | 90                | 35                 | 35-45                 | أجهزة تبادل حراري وعاكس الضوء                      |
| 3003                   | A93003 | نحاسCU 0.12 وزنكZu0.1 ومنجنيزMn 1.2              | لدنة                           | 110               | 40                 | 30-40                 | اوعية الضغط ومواسير                                |
| 5052                   | A95052 | ماغنسيومMg2.5 وكروم0.25                          | تصلب انفعاليH32                | ر230              | 195                | 12-18                 | خطوط البترول ونانكات الوقود                        |
| 2024                   | A92024 | نحاس4.4 وماغنسيوم1.5 ومنجنيز0.6                  | معالجة حرارية (T4)             | ر470              | 325                | 20                    | وصلة البرشام وبناء الطائرات ومنتجات ماكينة القلاوظ |
| 6061                   | A96061 | ماغنسيومMg1.0 وسليكونSi0.6 ونحاسCu0.30 وكروم0.23 | معالجة حرارية (T4)             | ر240              | 145                | 22-25                 | اثاث والشاحنات                                     |
| 7057                   | A97075 | نحاس1.6 وزنك5.6 وماغنسيومMg2.5 وكرومCr0.23       | معالجة حرارية (T6)             | ر570              | 505                | 11                    | الطائرات ومنتجات تحمل الأجهاد العالي               |
| 295.0                  | A02950 | نحاس4.5 وسيليكون1.1                              | معالجة حرارية (T4)             | ر221              | 110                | 8.5                   | الأتوبيس وعمود الكرانك                             |
| 356.0                  | A03560 | ماغنسيوم0.3 وسيليكون7.0                          | معالجة حرارية (T6)             | ر228              | 164                | 3.5                   | الطائرات                                           |
| 2090                   | -      | نحاس2.7 وماغنسيوم0.25 وليثيوم2.25 وزرنيخ0.12     | معالجة حرارية (T83)على البارد  | ر455              | 455                | 5                     | الطائرات                                           |
| 8090                   | -      | نحاس1.3 وماغنسيوم0.95 وليثيوم2.0 وزرنيخ0.1       | معالجة حرارية (T651)على البارد | ر360              | 360                | -                     | الطائرات                                           |

بعض من التطبيقات الأكثر شهرة لسبائك الألومنيوم تشمل هياكل الأتوبيسات وأجزاء بناء الطائرات والمعلبات وأجزاء السيارات (المكابس وهيكل الموتور والأنابيب المتفرعة). العالم الصناعي يتجه حالياً إلى سبائك الألومنيوم والمعادن التي كثافتها منخفضة (مثل: التيتانيوم والماغنسيوم) تكون مواد هندسية لوسائل المواصلات لأنها تقدر على تقليل استهلاك الوقود.الخصائص المهمة لهذه المواد هي قوتها والتي تتضح بواسطة خاصية مقاومة الشد والثقل النسبي.بالرغم من ذلك ممكن واحدة من هذه المعادن لديه مقاومة شد رديئة مقارنة الصلب؛ وعلى حسب قوانين الوزن يكون الطلب أكبر تحمل للحمل الذي عليه.
الجيل الجديد لسبائك الألومنيوم-الليثيوم تم تطويرها حالياً ليتم استخدامها في صناعة الطائرات وسفن الفضاء.هذه المواد لديها نسبياً كثافة منخفضة (ما بين 2.5 إلى 2.6 جم/سم^3) لديها معاملات رجوعية عالية (معامل المرونة والثقل النوعي نسبة) ومقاومة لتحمل الإجهادات المتكررة وخاصية الجساءة عند درجات الحرارة المنخفضة.إضافة إلى أن بعض من هذه قابلة للمعالجة.لكن هذه المواد تكون مكلفة في صناعتها مقارنة بسبائك الألومنيوم التقليدية لأن بعض التقنيات الفنية الخاصة بعملية الصناعة تحتاج إلى تفاعل الليثيوم كيميائياً.

## الألومنيوم الخام
1. تحتوي القشرة الأرضية على 8.07% من الألومنيوم.
2. الألومنيوم يعتبر من خام البوكسيت (AL2O3) وذلك نتيجة شدة تفاعله مع الأكسجين.
3. العملية الكهربائية لـ (Hall-Heroult) تم تطويرها في أواخر القرن التاسع عشر لاستخراج الألومنيوم من خام البوكسايت.
4. تجارياً يكون الألومنيوم النقي أقل من 1% نسبة شوائب.
5. قوته العالية إلى الوزن النسبي لبعض سبائك الألومنيوم تجعله العمود الفقري لصناعة مركبات الفضاء من سبعين سنة.

## لمحة تاريخية
البشر أعتادو على استخدام الألومنيوم لألاف السنين.
- الاستخدامات كانت في وقت مبكر نتيجة التجارب الطبيعية لمركبات الألومنيوم.
- عام 5000 سنة قبل الميلاد صنعوا الفرس الأواني من الطين التي تحتوي على الومنيوم اوكسيد.
- استخدم قدماء المصريين مركبات الألومنيوم في مستحضرات تجميل والأدوية والأصباغ.

## استخراج الألومنيوم
1. عملية (bayer brocess) لتنقيح الألومنيوم من البوكسايت.
2. البوكسيت يكون من 30-55% ألومينا.
3. يتم تكرير الألومينا من البوكسايت عن طريق (bayer process).
4. يذوب البوكسيت في التوصل إلى حل تحويل الألومينا إلى هيدروكسيد الألومنيوم.
5. بعد تبريد هيدروكسيد الألومنيوم تتم ازالة الرواسب وإعادة تسخينها لترك الألومينا النقي.

## العملية الكهربائية لـ (Hall-heroult)
تشارلز هال (كيميائي) هو من قدر على اختراق هذا في عام 1886 مرر هول تيار كهربائي من خلال بوتقة كربون مليئة بحمام من الكريوليت تحتوي على ألومينا. وبعد أن تجمدت الكتلة فام بدقها وفتحها ليرى الألومنيوم بداخلها. وبذلك تم اكتشاف هذه الطريق الكهربائية لاستخراج الألومنيوم.

## إنتاج الألومنيوم
طريق هول تستخدم اليوم لإنتاج الألومنيوم.تخفيض كهربائيا يحمل إلى حمام من فلور في درجة حرارة 950 درجة مئوية تحت التيار الكهربائي العالي.هذا يحدث في «أواني» حيث كاثودات الكربون بمثابة القطب السالب. والآنود يتم استهلاكه في العملية عندما يتم تفاعل الألومنيوم مع الأكسجين. مثال لإنتاج الألومنيوم: 4 طن بوكسايت يعطي 2 طن ألومينا يعطي 1 طن ألومنيوم.

## تطبيقات الألومنيوم
عالمياً يمثل الألومنيوم 7.8% من إنتاج السيارات موديل 2009 التي تمثل 1448 كيلو جرام.يزداد الألومنيوم في السيارات ما بين 2 إلى 2.5 كيلو جرام سنوياً ويتوقع الخبراء ان كمية الألومنيوم قد تصل إلى 137 كيلو جرام في السيارة بحلول عام 2020. أمريكا الشمالية هي في استخدام الألومنيوم في السيارات والشاحنات الخفيفة والعربات التي تحتوي على 10% ألومنيوم.شركتا هوندا وبي إم دبليو هما الأكثر استخداماً للألومنيوم حيث يستخدمون نحو 154 كيلو جرام في العربة.

## سبيكة ألومنيوم-سكانديوم

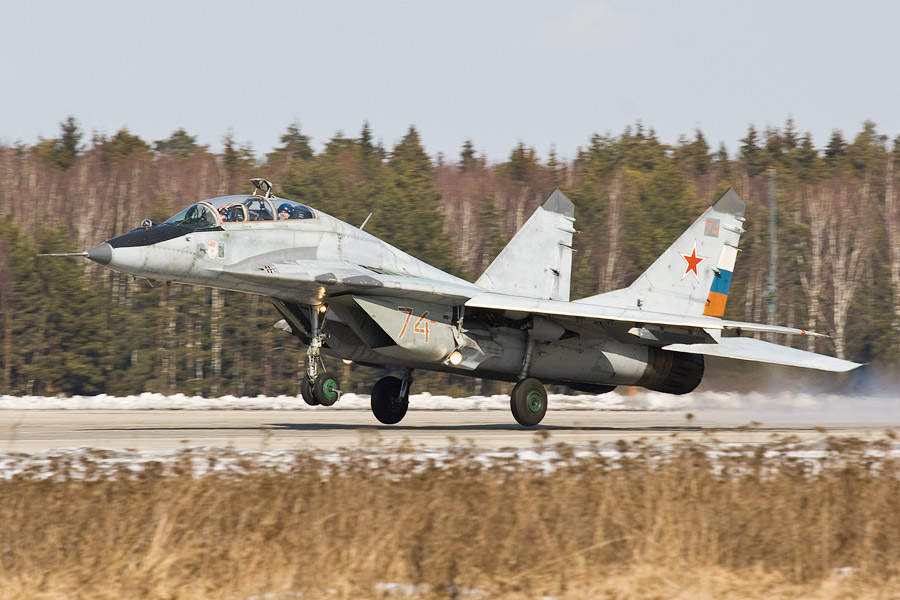
أجزاء من ميغ-29 الروسية مصنوعة من سبيكة ألومنيوم سكانديوم

بإضافة سكانديوم إلى الألومنيوم يخلق Al3Sc النانو الرواسب التي تحد من نمو الحبوب المفرط الذي يحدث في المنطقة المتضررة من حرارة مكونات الألمنيوم الملحوم. هذا واثنين من آثار مفيدة: لAl3Sc عجلت تشكل بلورات أصغر من يتم تشكيلها في سبائك الالومنيوم أخرى ويتم خفض عرض راسب المناطق الخالية التي توجد عادة في حدود الحبوب من سبائك الألومنيوم في العمر hardenenable ] الإسكنديوم. هو أيضا تكرير الحبوب فعالة في سبائك الألومنيوم، والذرة للذرة، ومقوي أقوى في الألومنيوم، على حد سواء نتيجة لتكرير الحبوب وتعزيز التساقط. ومع ذلك، سبائك التيتانيوم، التي هي أقوى ولكن أثقل، وأرخص وأكثر من ذلك بكثير يستخدم على نطاق واسع.
التطبيق الرئيسي للسكانديوم المعدنية بالوزن هو في الألومنيوم سكانديوم سبائك قاصر على مكونات صناعة الطيران. هذه السبائك تحتوي على ما بين 0.1٪ و 0.5٪ (بالوزن) من سكانديوم. كانت تستخدم في الطائرات العسكرية الروسية ميغ 21 وميغ-29.
وقد بذلت بعض البنود من المعدات الرياضية، والتي تعتمد على المواد عالية الأداء، مع سكانديوم-خلائطه، بما في ذلك مضارب البيسبول، العصي لاكروس، فضلا عن دراجة الأطر والمكونات، وأعمدة خيمة. الولايات المتحدة gunmaker سميث اند ويسون وتنتج المسدسات مع إطارات تتألف من سبيكة سكانديوم واسطوانات من التيتانيوم.